# Kirche Burkersdorf (Triptis)

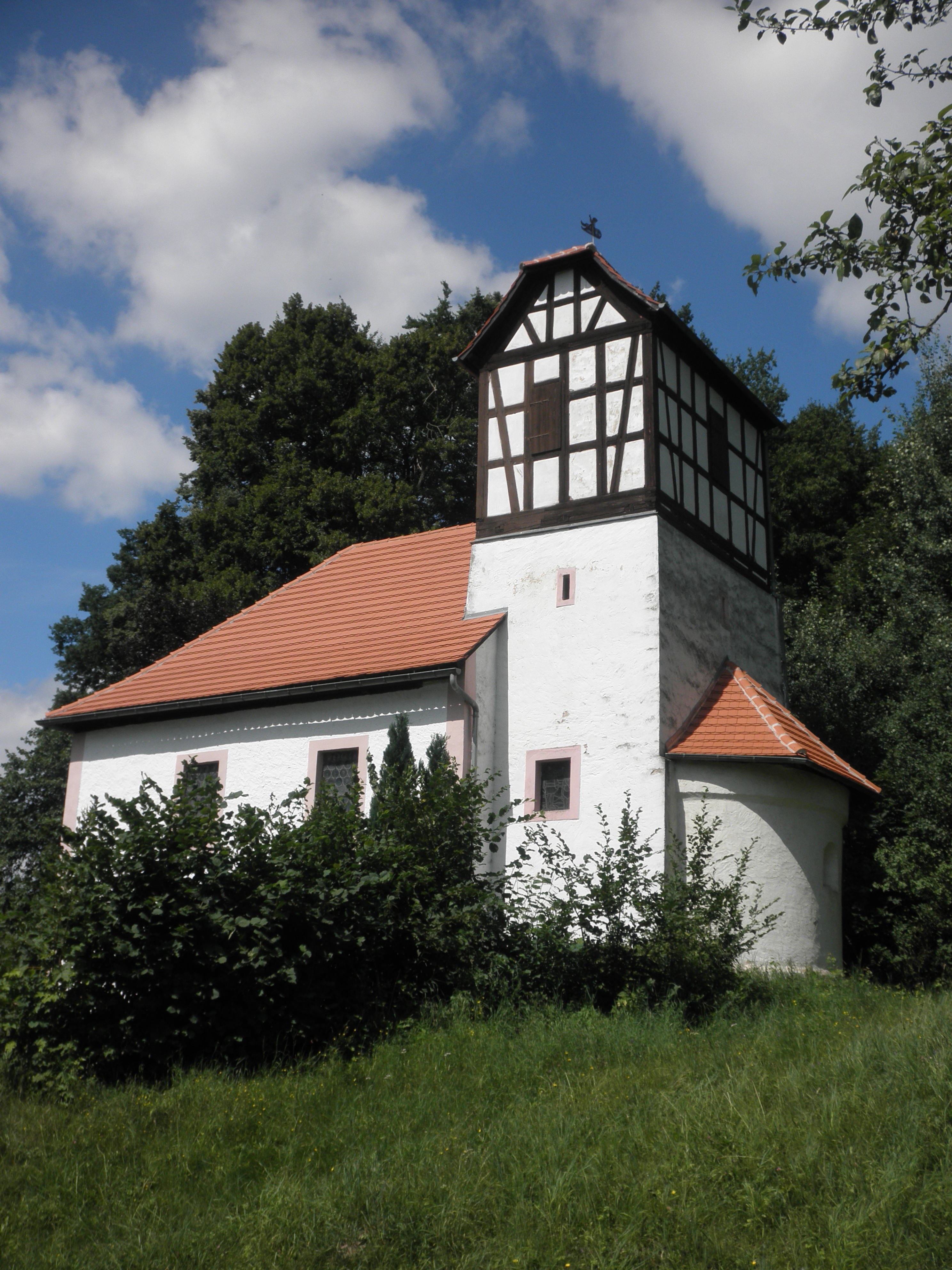
Kirche Burkersdorf

Die evangelisch-lutherische Kirche Burkersdorf steht in dem gleichnamigen Ortsteil der Stadt Triptis im Saale-Orla-Kreis in Thüringen. Die Kirchengemeinde Burkersdorf (bei Pillingsdorf) gehört zum Pfarrbereich Pillingsdorf im Kirchenkreis Schleiz der Evangelischen Kirche in Mitteldeutschland.

## Geschichte
Das massive Mauerwerk der Pilgerkirche Burkersdorf, die als Schießscharten angelegten Fenster unterhalb des in Fachwerk ausgeführten Obergeschoss des Turms und das aus Bohlen hergestellte Tor mit seinen schweren Beschlägen aus Eisen charakterisieren die einstige Funktion als Wehrkirche. Der Zugang von innen wird durch eine zusätzliche Verriegelung mittels Vierkantschlüssel gesichert.

## Baubeschreibung
Die romanische, mit einem Satteldach bedeckte Saalkirche hat einen eingezogenen, querrechteckigen Chorturm mit kleiner Apsis. 1798 wurden Umbauten durchgeführt. Die Fenster in der heutigen Form wurden eingebrochen und der Turm erhielt ein zusätzliches Geschoss aus Fachwerk, das mit einem Krüppelwalmdach bedeckt wurde. Im Turm hängen zwei Stahlglocken, die kleine wurde 1920 in einer Glockengießerei in Apolda hergestellt, die große 1962 gegossen. Das rundbogige Portal liegt an der Südseite. Sein Gewände ist noch rein romanisch, das hölzerne Türblatt hat eiserne Beschläge aus frühgotischer Zeit. Auf dem Windrichtungsgeber steht die Jahreszahl 1798, da fand eine größere Überholung der Kirchenausstattung statt.

## Ausstattung
Die Kanzel wurde erst 1828 neu eingebaut. Ein zierliches Taufbecken aus Holz steht auf Balustern mit Voluten. Im Rahmen der Renovierung von 1911 entstand im Innenraum eine dekorative Schablonenmalerei mit Engelsfiguren durch den Maler Fritz Bethge aus Meerane. Der flachgedeckte Innenraum hat eine eingeschossige Empore, auf den Feldern der Brüstungen sind Szenen der Passion dargestellt. In einer Konche befindet sich ein altes Sakramentshaus, dessen Eisentür 1911 erneuert wurde. Ihm gegenüber steht der alte Pfarrstuhl. Zwei Epitaphe aus Holz für Kinder hängen an der Westwand.
Anstelle einer Orgel dient ein Harmonium der Begleitung des Gemeindegesangs.